# کابو دا روکا
کابو دا روکا (پرتغالی: Cabo da Roca) یک دماغه و دیواره بلند در غرب کشور پرتغال و در کنار اقیانوس اطلس است که غربی‌ترین نقطه اروپا و صفحه اوراسیا محسوب میشود.
این نقطه در شهرداری سینترا، ناحیه لیسبون در ارتفاع ۱۴۰ متری از سطح دریا قرار دارد.

## نگارخانه

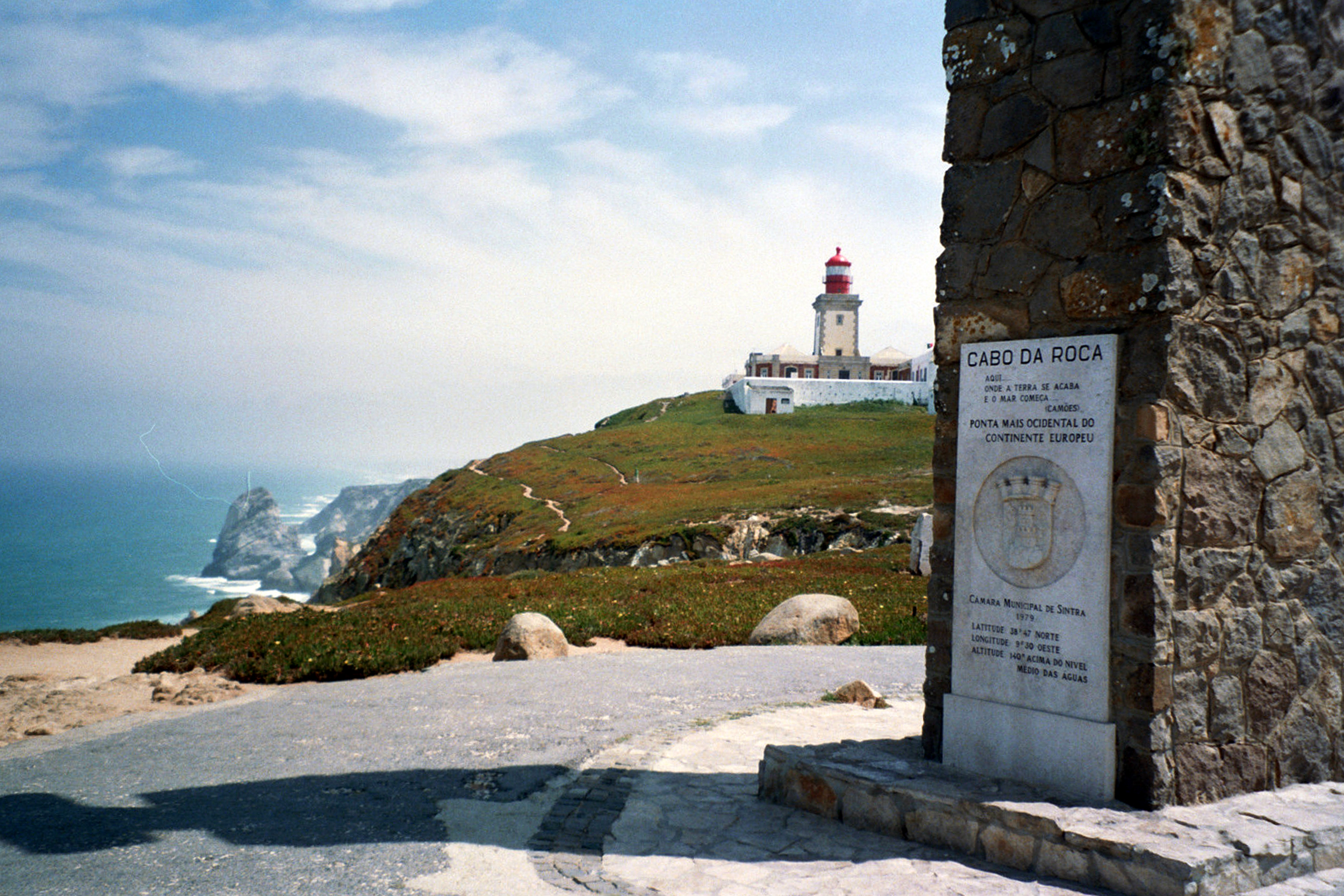
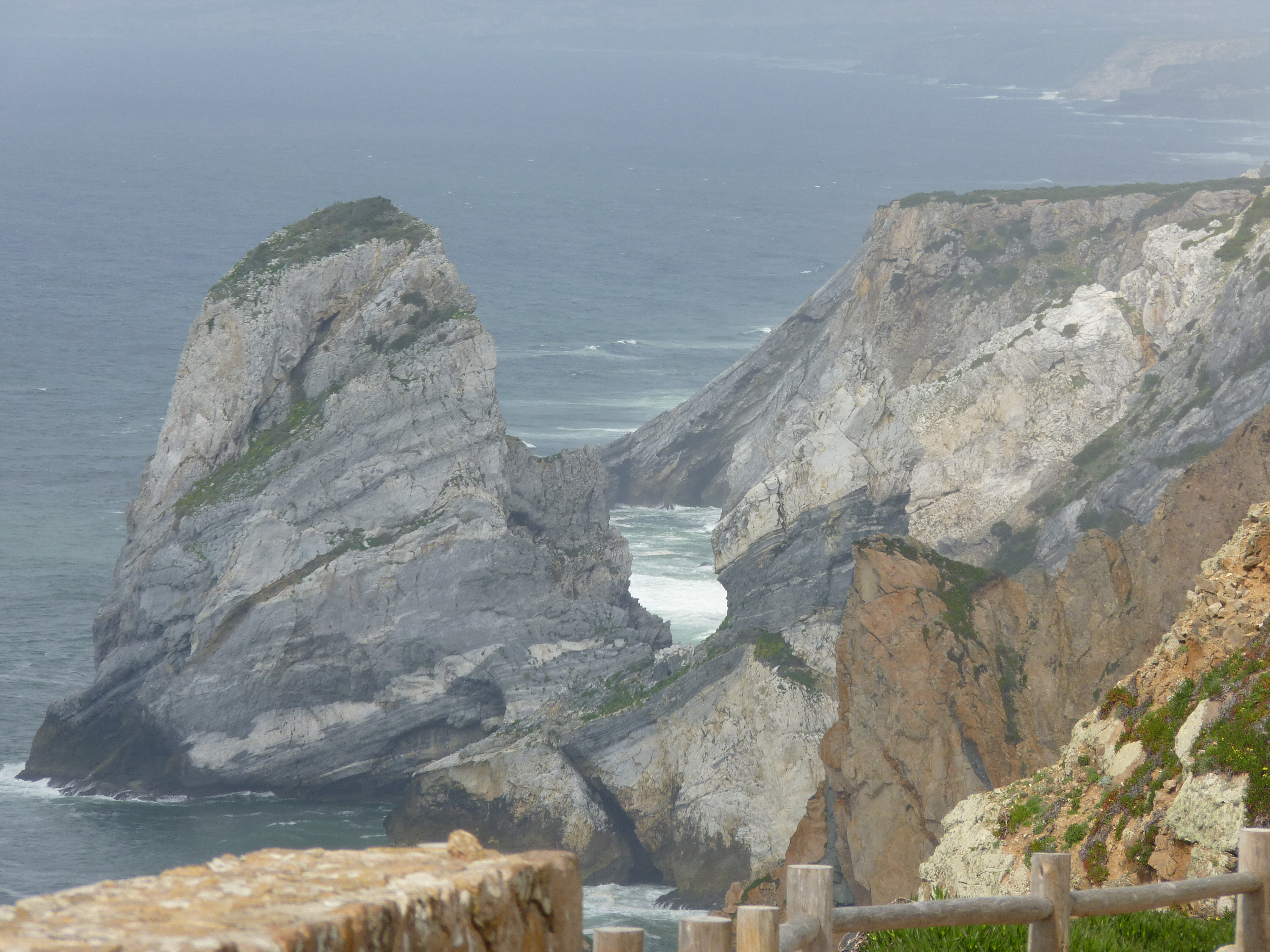
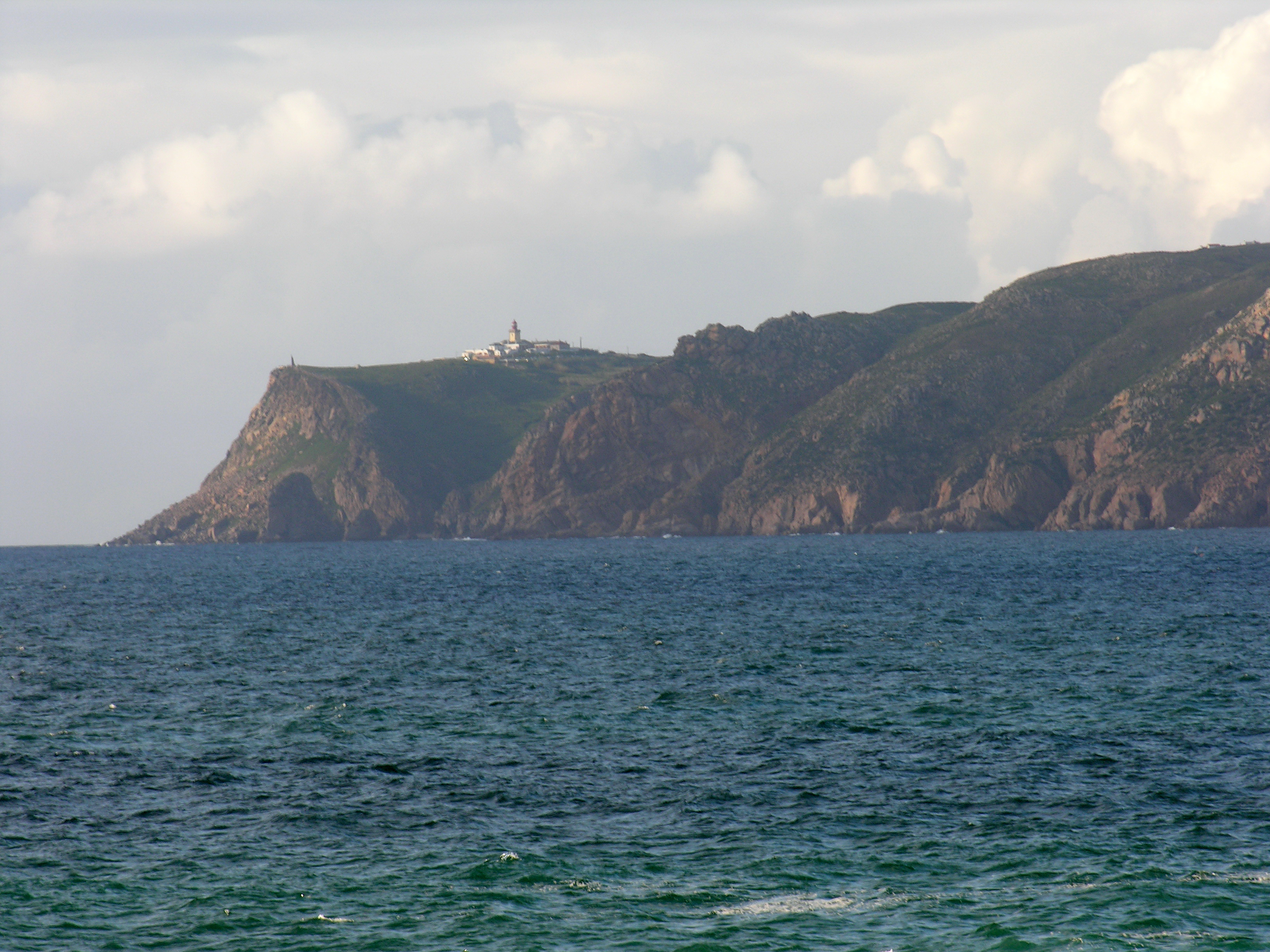
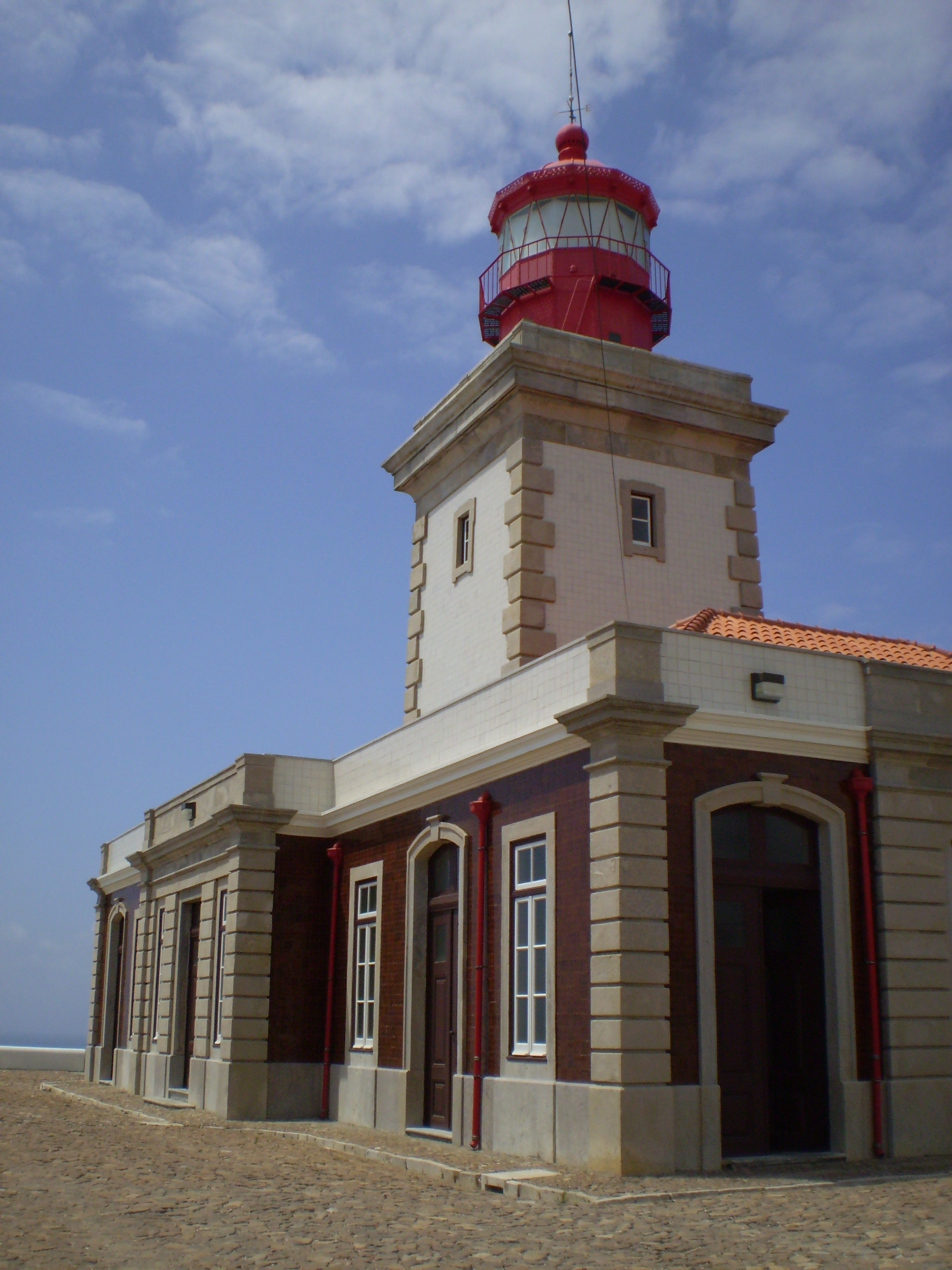